# Robert Sternberg
Robert Jeffrey Sternberg (født 8 december 1949 i Newark, New Jersey) er en amerikansk psykolog med speciale i psykometri, som også er Provost (svarende til ca. universitetsdirektør) ved Oklahoma Stats-Universitet. Han har tidligere været formand for den amerikanske psykologforening. Han er medlem af redaktionen på flere tidsskrifter, herunder den American Psychologist. Sternberg har en BA fra Yale Universitet og en PhD fra Stanford Universitet. Han har ti æresdoktorater fra et nordamerikansk, et sydamerikansk og otte europæiske universiteter, og er også adjungeret professor ved universitetet i Heidelberg i Tyskland.

## Forskningsområde
Sternbergs vigtigste forskning vedrører følgende områder:
- Højere mentale funktioner, herunder intelligens og kreativitet
- tankegang
- kognitive ændringer
- Lederskab
- Kærlighed og had
- Kærlighed og krig

Sternberg har kritiseret IQ-tests, og har sagt, at de er "komfortable delvis operationalisering af intelligens, intet mere. De giver ikke den form for målinger af intelligens, som målebånd giver længden." I 1995 var han en del af en arbejdsgruppe til at skrive en artikel om den generelle konsensus om intelligensforskning som reaktion på de påstande, der er fremsat i debatten om bogen the Bell Curve. Rapporten endte med titlen "Intelligence: knowns og unknowns."

## Yderligere læsning
- Gardner, Howard. Frames of Mind: The Theory of Multiple Intelligences. New York: Basic, 1983